# Либен, Роберт фон
Ро́берт фон Ли́бен (нем. Robert von Lieben; 5 сентября 1878, Вена — 20 февраля 1913, Вена) — австрийский предприниматель, инженер-физик, изобретатель. Либен изобрёл газонаполненный усилительный триод с оксидным катодом — предтечу тиратрона. Так называемая «лампа Либена» 1912 года была первой полноценной усилительной лампой с управляющей сеткой. Уже после смерти изобретателя «лампа Либена» была использована в первом в мире генераторе незатухающих колебаний. По мнению Райнера цур Линде, работы Либена нельзя назвать изобретением в полной мере: Либен лишь свёл вместе и усовершенствовал уже известные изобретения де Фореста, Флеминга и Венельта.

## Биография
Роберт фон Либен родился в 1878 году в преуспевающей еврейской семье из банкирского клана Гомперцев-Либенов-Тодеско, племянник химика-органика Адольфа Либена. Отец Леопольд фон Либен, успешный коммерсант и банкир, председательствовал в венской биржевой палате. Мать, Анна фон Либен (1847—1900) была дочерью банкира Эдуарда фон Тодеско и Софии Гомперц из банкирского дома Гомперцев. Хронические боли, психическое расстройство и наркомания Анны фон Либен, описанные Зигмундом Фрейдом под вымышленным именем «пациентки Цецилии М.», не помешали ей вырастить пятерых детей. Из них известным стал только родившийся четвёртым Роберт. Дочь его младшей сестры Генриетты, Марии-Луизы фон Мотезицки (1906—1996), стала известной художницей. Семья жила в собственном палаццо на Кернтнерштрассе. Неврозы и психическая неуравновешенность были свойственны всем Либенам и Тодеско — и по отцовской, и по материнской линиям.
Окончив реальное училище Либен не стал сдавать экзамен на аттестат зрелости, а устроился на электротехнический завод Сименса и Шуккерта в Нюрнберге. Затем он поступил добровольцем в австро-венгерскую кавалерию, но служба оказалось недолгой: Либен, упав с лошади, получил тяжёлые травмы и был отчислен по состоянию здоровья. После относительного выздоровления (полностью восстановиться ему так и не удалось) Либен посещал классы Франца Экснера в Венском университете и Вальтера Нернста в Гёттингенском университете. Работая в лаборатории Нернста, Либен построил аппарат для фотографирования глаз человека, электролитический фонограф и изобрёл электромеханическую трансмиссию для автомобиля.
Вернувшись в Вену, Либен основал частную физико-техническую лабораторию и несколько лет изучал рентгеновское излучение, а затем сосредоточился на практических вопросах телефонии. Понимая, что дальность телефонной связи ограничена потерями в линии, Либен поставил себе цель — разработать усилитель звуковых частот. В 1906 году Либен запатентовал «катодно-лучевое реле» с магнитным отклонением луча. Затем он отказался от магнитного управления в пользу электростатического. С помощью Ойгена Райса (Eugen Reisz) и Зигмунда Штрауба (Sigmund Straub) Либен разработал и в 1910 году запатентовал первый электростатический триод с горячим оксидным катодом — так называемую «лампу Либена» или «лампу Либена-Райса» (англ. Lieben-Reisz Valve). Также, как и де Форест, Либен полагал, что проводимость триода обеспечивается ионными токами — поэтому Либен не пытался добиться высокого вакуума в баллоне лампы, а, напротив, впрыскивал в баллон капельки ртути. Катод «лампы Либена» строился по идеям Артура Венельта, впервые описавшего эмиссионные свойства оксидов . В отличие от «аудиона» де Фореста, использовавшегося вначале как детектор (первый усилитель на «аудионе» был построен только в 1911 году), «лампа Либена» с самого начала предназначалась для усиления напряжения и фактически была первой работоспособной усилительной лампой.
В 1912 году Либен организовал радиотехнический консорциум с участием Siemens, AEG, Telefunken и Felten & Guillaume. В 1913 году Александр Мейснер построил на «лампе Либена» генератор сигналов. В том же году Мейснер продемонстрировал радиопередатчик на «лампе Либена» с выходной мощностью 12 Вт на волне длиной 600 м, и провёл опытную передачу в телефонном режиме на расстояние 36 км. Преждевременная смерть Либена в феврале 1913 года, а затем Первая мировая война прервали развитие этого направления радиотехники. Первые серийные лампы Либена были выпущены только в 1926 году.
Именем Либена названы улицы в Вене, Берлине (нем. Liebenstrasse) и Амштеттене (нем. Robert-Lieben-strasse). Либен изображён на почтовой марке Австрии 1936 года (№ 636 по каталогу «Михель», художники Вильгельм Дахауэр и Фердинанд Лорбер). Мемориальная доска Либену на улице его имени в Вене была уничтожена после аншлюсса.

## Основные публикации
- Lieben, R. Zur Polarisation der Röntgenstrahlen // Physikalische Zeitschrift. — 1903. — Т. 4.